# ストックキャラクター

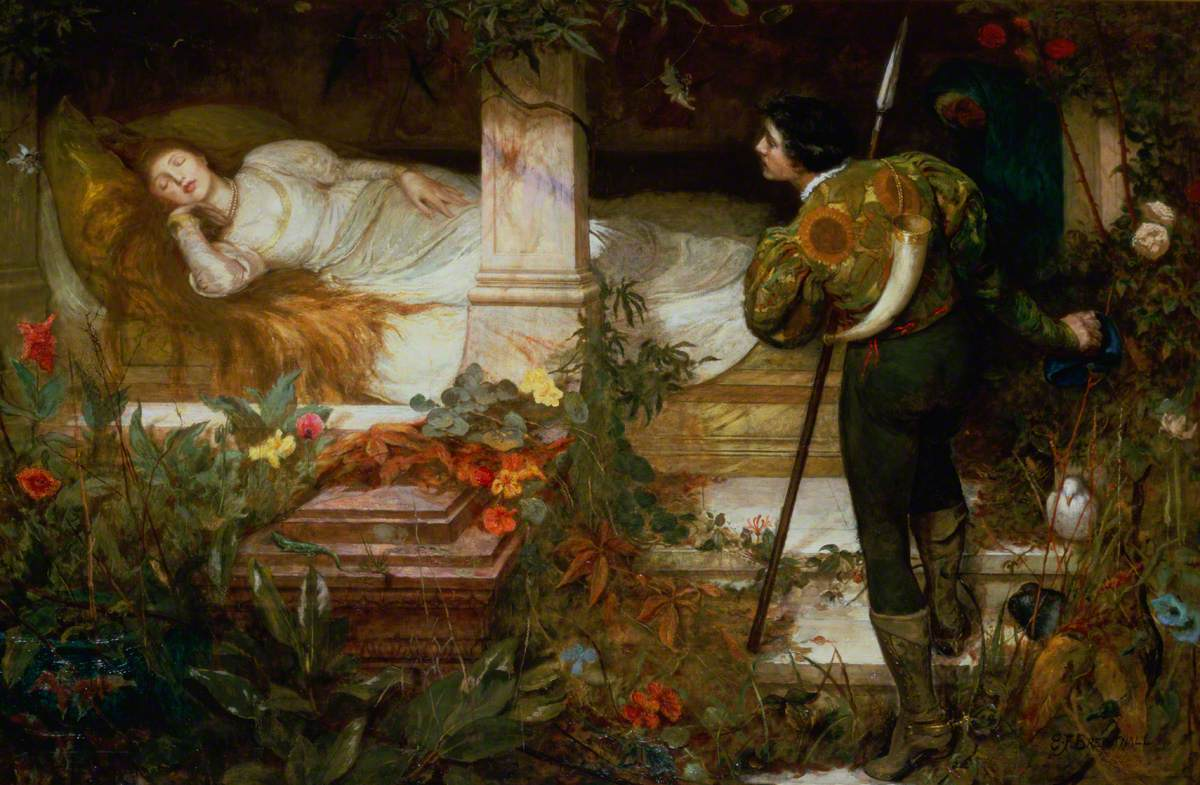
ストックキャラクターは、Damsel in distressやプリンス・チャーミング（画像は『眠れる森の美女』）などのストックキャラクターを使用するおとぎ話を含む、フィクションにおいて重要な役割を果たす。

ストックキャラクター（英語: stock character）とは、文化的類型（またはステレオタイプ）に強い基盤を持った個性、しゃべり方、その他の特徴を持つ、架空の人格である。

## 概要
ストックキャラクターは、ある特定の文化に属する人にはただちに理解できる。そのため、喜劇やパロディーの道具として、型にはまった姿を大幅に誇張して用いられる。
西洋の伝統的ストックキャラクターは、古代ギリシア・ローマの演劇にその起源を持つ。近年のものでは、イタリアのコンメディア・デッラルテの影響も受けている。

## 日本におけるストックキャラクター

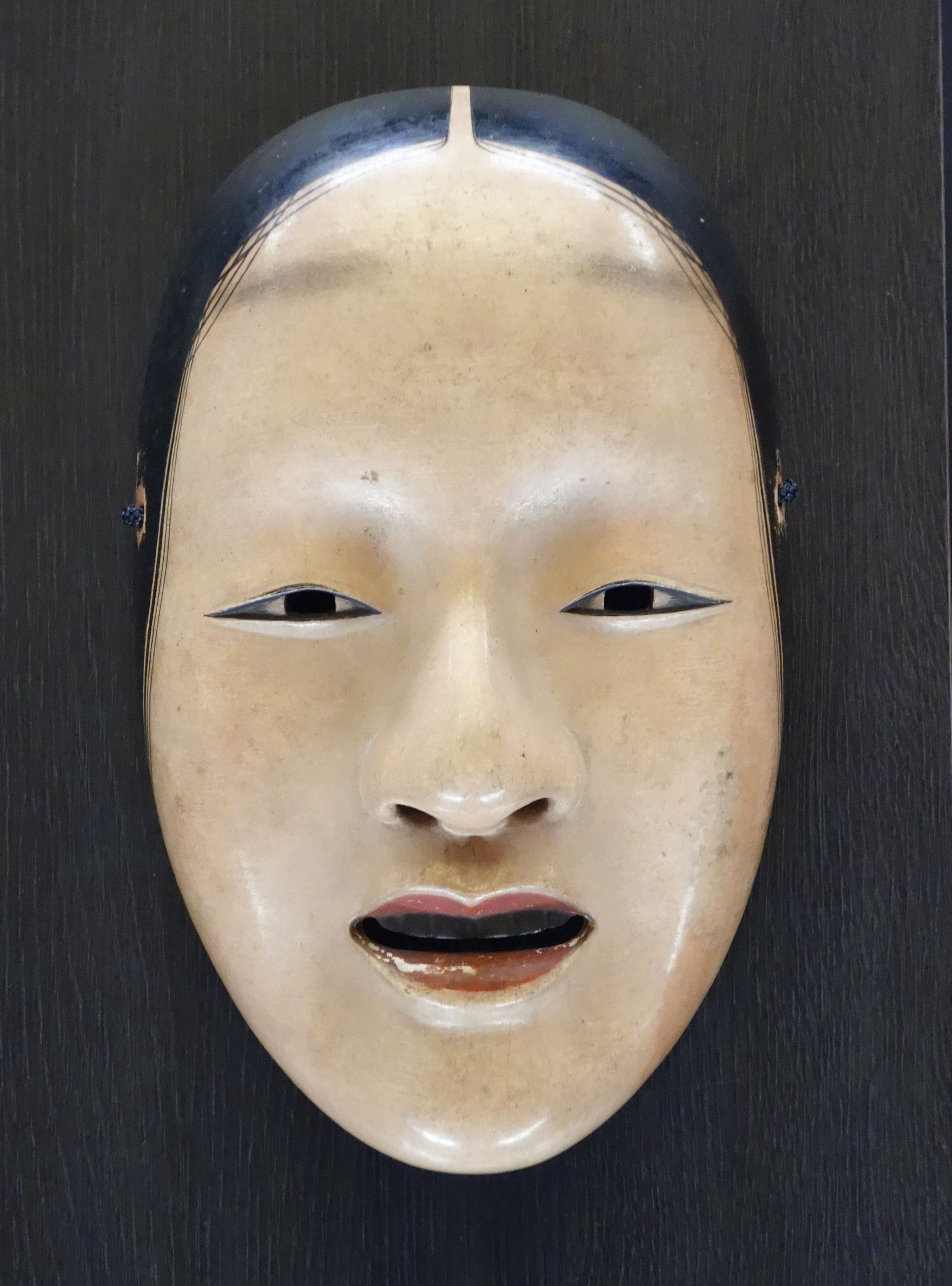
能面「増女」江戸時代、東京国立博物館蔵（金春宗家伝来）、重要文化財。

日本の伝統芸能では、能ならば能面、歌舞伎ならば化粧と服装によって演じる役がどのようなキャラクターであるかが一目でわかるようになっている。文楽でも人形の頭部は男女のほか、年齢・身分・性格によって異なる物を使用する。
狂言や落語といった喜劇的なものは、観客である庶民の代弁者（狂言なら太郎冠者・次郎冠者、落語なら「熊さん、八っつぁん」、ご隠居、与太郎など）と、彼らを取り巻くさまざまなストックキャラクターの会話によってストーリーが演じられる。
ザ・ドリフターズや吉本新喜劇などのコメディでは、シチュエーションが変わっても各メンバーはほぼ一定の役柄を演じる。これは、役者自身がストックキャラクター化していると言えるかもしれない。同じようなことは、手塚治虫をはじめとした漫画・アニメ・声優などのスターシステムにも一部当てはまる。他に時代劇・特撮・漫画・アニメなどでは、日本特有のストックキャラクターが多く登場する。

### 役割語
作中で特徴的な言葉をしゃべることについては金水敏による分析があり、この現象を「役割語」と名づけて考察を行っている。例えば、老人の学者は一人称に「わし」を用いて語尾に「じゃ」をつける（老人語、または広島弁）、中国人は語尾に「アルヨ」をつける、欧米人や西洋かぶれは一人称に「ミー」を用いる、などがある。

## 参考書籍
- 『ヴァーチャル日本語 役割語の謎』岩波書店 金水敏 ISBN 978-4000068277